# Royal Netherlands Military Flying School
De Royal Netherlands Military Flying-School was een Nederlandse vliegschool in de periode 8 mei 1942 - 15 februari 1944 op Jackson Army Airfield bij Jackson, Mississippi, waar grond- en vliegend personeel voor de Koninklijke Luchtmacht, de Militaire Luchtvaart van het Koninklijk Nederlands-Indisch Leger en de Marine Luchtvaartdienst gedurende de Tweede Wereldoorlog werden opgeleid.

## Hawkins Field
Op een stuk land waar voorheen katoen werd verbouwd, lag sinds 1928 een klein vliegveld. In 1936 werd dit uitgebreid en Hawkins Field genoemd.. In 1941 werd een gedeelte van het vliegveld bestemd voor militaire doeleinden en omgedoopt in Jackson Army Airfield waar de USAAF een trainingsfaciliteit onderbracht. Jackson Army Airfield stond de eerste maanden onder commando van Kol. J.H. Houghton, die daarna enkele maanden vervangen werd door Lt.kolonel Lewis S. Webster. Houghton keerde in september 1941 op de basis terug.

## Royal Netherlands Military Flying School
In januari 1942 werden de aanwezige vliegers en waarnemers naar Australië overgeplaatst, waar zij het eerste Air Force unit vormden, en in Jackson werd toen een School Squadron opgericht. Op 8 april werd Houghton overgeplaatst naar de New Orleans Army Air Base en vervangen door kolonel William B. Mayer, afkomstig van de Columbia Army Air Base in South Columbia. In mei 1942 werd bepaald dat de Army Air Force Flying School op Jackson zou komen, en dat de opleiding hier zou komen voor vliegers van het Militaire Luchtvaart van het Koninklijk Nederlands-Indisch Leger (ML-KNIL), nadat zij een basis training hadden doorlopen op Sherman Field, Fort Leavenworth, Kansas. De basis werd geallieerd territorium. Commandant van de Royal Netherlands Military Flying School werd generaal-majoor L.H. van Oyen (1889) uit Den Haag. Prins Bernhard heeft de basis twee keer bezocht. Kolonel Mayor werd opgevolgd door kolonel Thad V. Foster, die daarvoor in Alaska zat.

## De oprichting van de RNMFS, 8 mei 1942

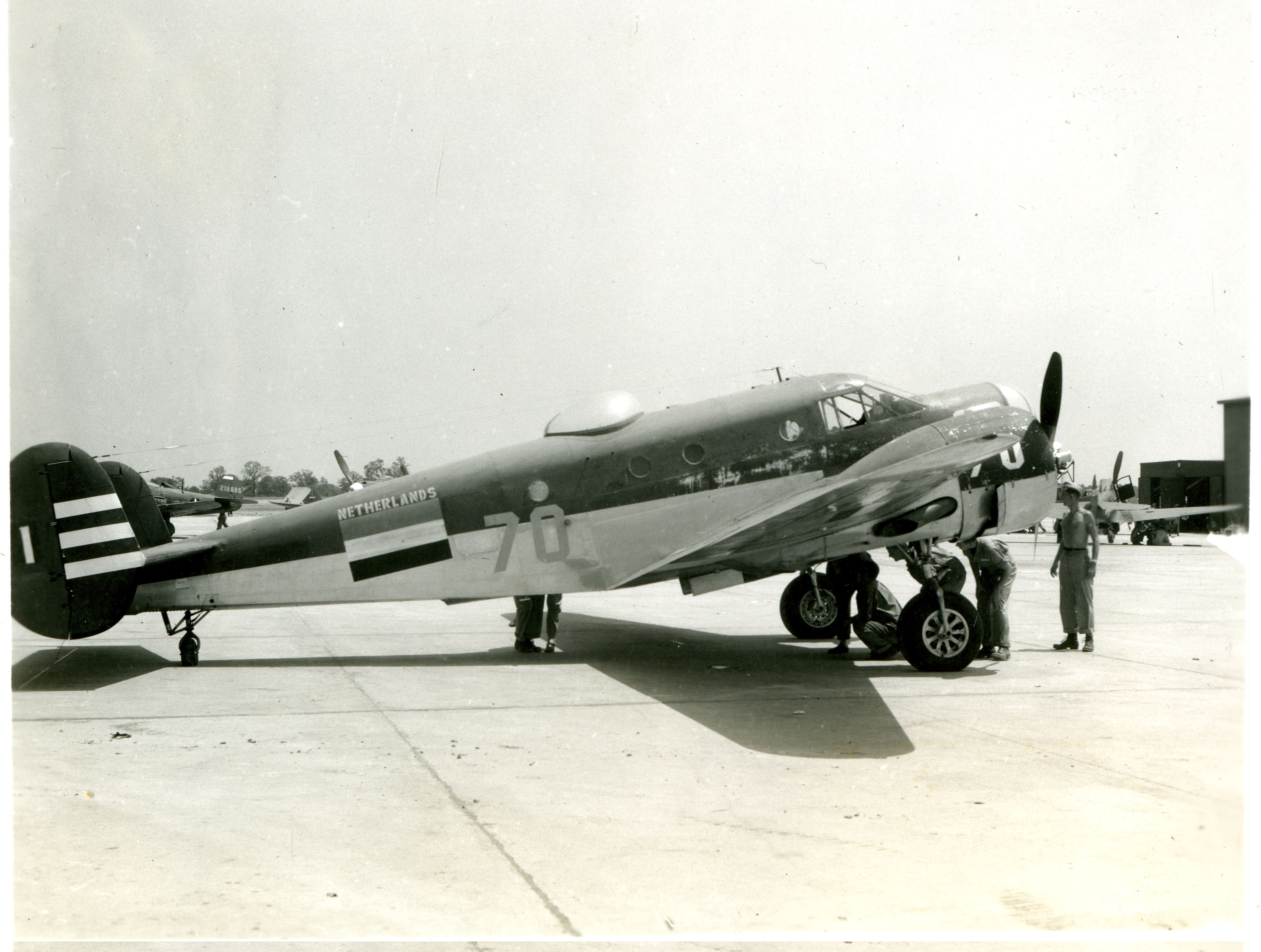
Een Beech AT-11 Kansan

Eind 1941 werd, in verband met de snelle Japanse opmars, door de leiding van de Militaire Luchtvaart Afdeling van het KNIL besloten om de vliegeropleiding van Nederlands-Indië naar Australië over te brengen. Binnen enkele weken werd het echter duidelijk dat ook het Australische continent niet veilig was voor een Japanse inval. Men stak de hoofden bij elkaar en besloot om alle leerling-vliegers naar Amerika over te brengen om daar een Nederlandse vliegschool op te zetten. Op 20 april 1942 vertrok de hele groep van 575 leerlingen en instructeurs, bestaande uit 334 man van de Militaire Luchtvaart Afdeling van het KNIL en 126 man van de Marine Luchtvaart Dienst met de SS Mariposa naar de Verenigde Staten om daar enkele weken later op 3 mei te San Francisco aan te komen. Na een treinreis van 4 dagen en drie nachten bereikte het detachement uiteindelijk Jackson Army Air Base te Mississippi, dat de thuisbasis van de Royal Netherlands Military Flying School (RNMFS) zou gaan worden. The RNMFS ging op 8 mei 1942 officieel van start onder commando van generaal-majoor LH van Oyen en had tot doel Nederlandse militairen voor te bereiden op hun operationele inzet in het kader van de bevrijding van Nederlands-Indië en het Europese continent. Niet alleen werd dit vliegveld in Mississippi gebruikt, maar ook Tallulah Airbase en Sherman Field (Kansas). De opleiding in Jackson bleef niet alleen beperkt tot het personeel dat uit Australië was overgekomen. De opleiding bleek als een magneet te werken op Nederlanders woonachtig in Amerika, Canada, Zuid-Afrika en op de groep Engelandvaarders. Het is ook op dat vliegveld waar Koningin Wilhelmina in de zomer van 1942 de Militaire Willemsorde 4de klasse hechtte aan het vaandel van de Militaire Luchtvaart van het KNIL. Dit vaandel met de Militaire Willemsorde is te vinden in de collectie van het Nationaal Militair Museum te Soesterberg. Een toestel dat bij de vliegschool in Jackson in gebruik is geweest, de Lockheed L-12A, bevindt zich eveneens in de collectie van dit museum.

### Dick Asjes
Dirk Lucas Asjes ging werken voor Shell en vertrok in 1939 naar Borneo. Daar raakte hij betrokken bij de ML-KNIL. Hij werd opgeleid voor het vliegen van de Martin bommenwerper. Bij het uitbreken van de Tweede Wereldoorlog tegen Japan werd hij aangesteld als commandant van de 7de afdeling, een afdeling die was samengesteld uit leden van de vliegschool. Deze afdeling nam deel aan de aanvallen op Tarakan, welke het einde betekende voor de slagkracht van het ML-KNIL. Asjes en enkele vliegtuigen werden geëvacueerd naar Australië waar hij de leiding kreeg bij het opzetten van een vliegschool (RNMFS). Deze vliegschool en Asjes verhuisde in 1942 naar de Verenigde Staten, Fort Leavenworth in Kansas. Nog weer later verhuisde de school naar Jackson, Mississippi. Van hieruit vloog hij een squadron North American B-25 Mitchell's terug naar Australië, waar hij uiteindelijk de leiding kreeg over het speciale Nederlandse No.18 Squadron dat was uitgerust met B-25 Mitchell's. Bij dit squadron vloog hij minstens 47 missies tegen de Japanners.

## De opleiding aan de RNMFS

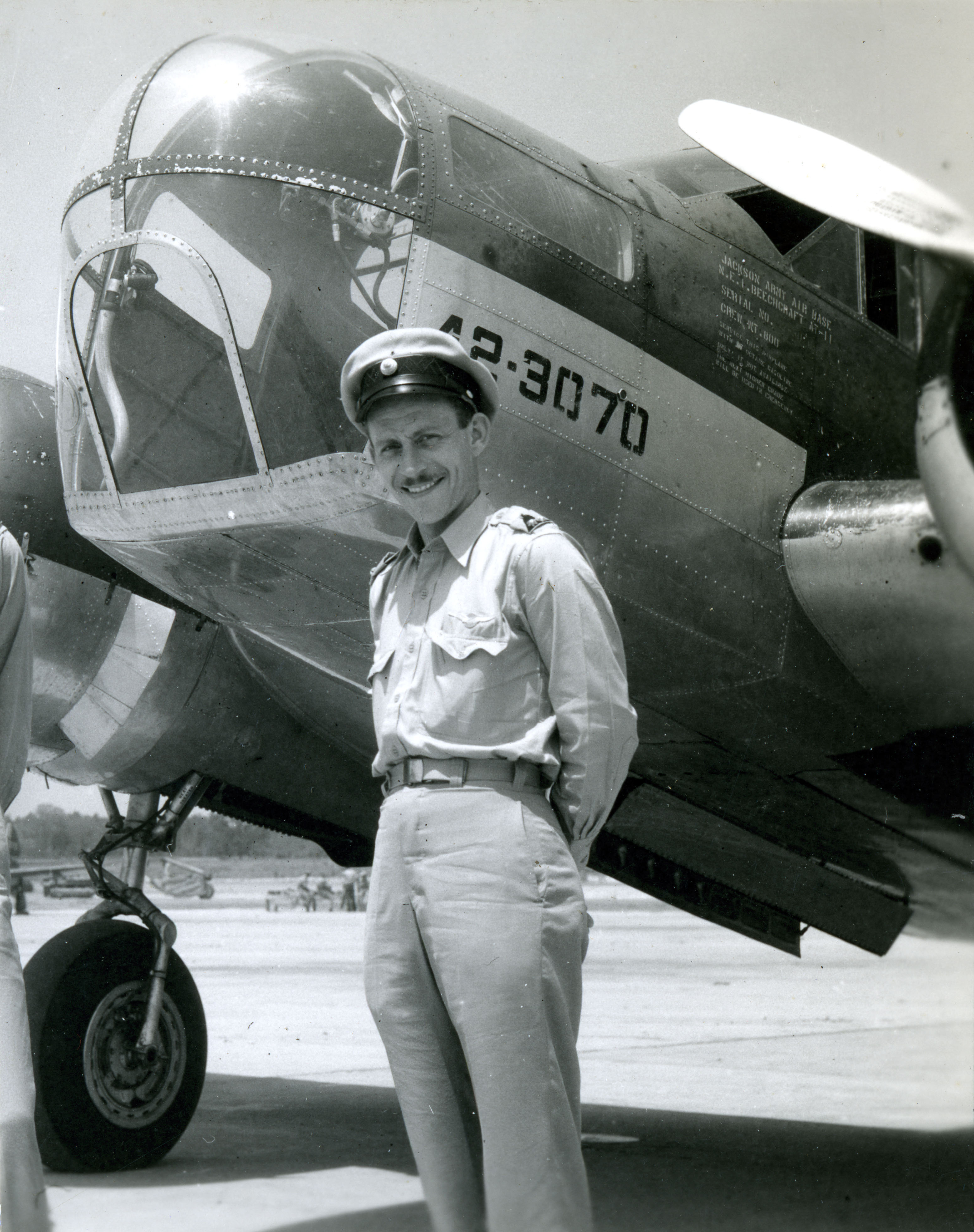
Bodo Sandberg was een van de instructeurs aan de vliegschool

De Nederlandse regering kreeg naast een aantal Curtiss P-40 Kittyhawks de beschikking over North American B-25 Mitchells die ze volledig met eigen personeel wilde bemannen. Vandaar dat al vrij snel de behoefte ontstond om ook waarnemers, telegrafisten, bommenrichters en luchtschutters op te leiden, terwijl uitsluitend leerling-vliegers waren geëvacueerd. Jackson werd de hoofdbasis terwijl op 25 locaties in de Verenigde Staten opleidingen werden gegeven voor vliegtuigbemanningen en grondfuncties. Zo werden bijvoorbeeld de waarnemers opgeleid te Brooks Field te Texas, en kregen de luchtschutters onderricht op Tyndall Field in Florida en Myrtle Beach in South Dakota. Op Corpus Christi (Texas) kregen de vliegers en luchtschutters van de Marine Luchtvaartdienst les op de Consolidated PBY Catalina.
Er werd een totale vliegopleiding gegeven volgens het schema van de normale Amerikaanse vliegeropleiding die was ingedeeld in drie fases, te weten Primary Training (PT), Basic Training (BT) en Advanced Training (AT), bestaande uit de Single Engine Training en de Twin Engine Training. De primaire training werd afgesloten met de Operational Training (OT) die vliegers en bemanningen gereed maakte voor de luchtstrijd.
De primaire opleiding (PT) kreeg men op Sherman Field (Fort Leavenworth – Kansas) met de Fairchild PT-19A. De basistraining (BT) vond plaats op Jackson met de Vultee BT-13A. Uiteindelijk kwam men bij de gevorderde training (AT) uit; De eenmotorige jachtvliegtraining vond plaats met de North American AT-6 Harvard, terwijl de bommenwerpertraining plaatsvond op de Beech AT-11 Kansan (24 stuks) en de Lockheed 12. De uiteindelijke operationele training (OT) vond plaats op de toestellen waarmee men naar de operationele squadrons ging. Later werden de toestellen zelf daarnaartoe gevlogen waardoor de vliegopleiding de squadrons niet alleen van mensen voorzag, maar ook van de vervangingsvliegtuigen.

## De overplaatsing naar de operationele eenheden
Begin 1943 leverde de RNMFS de eerste gebrevetteerde leerlingen af die voor combat duty naar Groot-Brittannië werden overgeplaatst. Het grootste deel van de geslaagden vertrok echter via Camp Beale naar Australië of Colombo waar men verschillende operationele taken en grondfuncties ging vervullen. Rond deze periode waren de volgende Nederlandse squadrons operationeel:
- 320 Dutch Squadron RAF - Maritiem Squadron te Groot-Brittannië
- 321 Dutch Squadron RAF - Maritiem Squadron te Ceylon
- 322 Dutch Squadron RAF - te Groot-Brittannië
- 860 Dutch Squadron Royal Navy - Maritiem Squadron te Groot-Brittannië
- No. 18 (Netherlands East Indies) Squadron - te Australië
- No. 120 (Netherlands East Indies) Squadron - te Australië

In chronologische volgorde vertrokken op de volgende data militairen vanaf de vliegschool:

### 1942
- 25 november 1942: zes MLD vliegers overgeplaatst naar Engeland die de kern gingen vormen van het 860 Squadron van de MLD. Dit squadron vloog met de Fairey Swordfish vanaf drie onder Nederlandse vlag varende omgebouwde koopvaardijschepen.

### 1943
- 31 januari 1943: 20 jachtvliegers onder leiding van de officier-vlieger 1e klasse E. Bakker vertrokken per schip naar Engeland. Deze groep bestond uit acht MLD vliegers (met o.a. Folef d'Aulnis de Bourouill ) en twaalf KNIL vliegers, die allen bestemd waren voor dienst bij de Fleet Air Arm van de Royal Navy.
- 15 maart 1943: zes MLD vliegers onder leiding van luitenant ter zee 1e klasse L.J. Fritz vertrokken per schip naar Engeland om daar geplaatst te worden bij het 860 Squadron van de MLD. Die dag vertrokken ook twaalf vliegers van het KNIL onder leiding van F.W.L.S. Speetjens naar Engeland voor dienst bij de RAF.
- 2 april 1943: ter aanvulling van de geleden verliezen bij het No. 18 (Netherlands East Indies) Squadron vertrokken per US Ferry Command 6 vliegers en twee waarnemers van het KNIL naar Australië. Tevens werden overgeplaatst naar het 321 Dutch Squadron RAF te Colombo, vier vliegtuigmakers-mitrailleurschutters en zes telegrafisten van de MLD.
- 1 april 1943:
- 11 april 1943:
- 2 mei 1943:
- mei 1943: arriveerde o.a. een kleine groep van vier man te Bachelor, Australië. Het betrof de vliegers SM A.J. van der Heiden, Sergeant C. Visser en A. Bouman en de luitenant-waarnemer O.H. Horsting. Mei 1943 werd Horsting ingedeeld bij het 18e Squadron NEI bij Flight II (Patr. Cooke) onder commando van 1e luitenant G. Cooke, samen met 2e luitenant Olsen (2e Best.), sergeant J.H. de Kat en sergeant Donovan (RAAF).
- 16 juni 1943: 12 jachtvliegers vertrokken naar Groot-Brittannië om dienst te nemen bij de Royal Navy (Fleet Air Arm).
- 2 juli 1943:
- 2 juli 1943: De groep Risseeuw bestaande uit vier vliegers, twee waarnemers, twee telegrafisten, twee schutters, en een monteur vertrokken per schip naar het No. 18 (Netherlands East Indies) Squadron te Australië.
- 28 juli & 1 augustus 1943: De groep Wittert. Deze groep was het eerste grote B-25-contingent dat van Amerika naar Australië vloog.
- 9 augustus 1943: De groep Berlijn vertrok per schip naar Australië.
- 29 augustus 1943: Zes MLD vliegers vertrokken naar het 860 Dutch Squadron en het 741 Squadron Fleet Air Arm voor operationele training (OT) op de Swordfish.
- 6 & 7 september 1943: Vier officieren van de MLD vertrokken naar Groot-Brittannië.
- 1 oktober 1943: De groepen Maurenbrecher, Hofstra en Staal vertrokken naar Australië. De groep bestond uit 23 jachtvliegers (die bestemd waren voor de oprichting van het nieuwe No. 120 (Netherlands East Indies) Squadron), twaalf vliegers, zes waarnemers, zes telegrafisten, zes luchtschutters (bestemd voor de aflossing in het No. 18 (Netherlands East Indies) Squadron), een officier-waarnemer, twee vliegtuigmakers, drie bewapeningsofficieren, een inlichtingenofficier en een technisch officier. De groep vertrok per schip en mer vier B-25 bommenwerpers naar Australië. Tot deze groep behoorden drie officieren en een onderofficier van de MLD. Te Australië werd H.A. Maurenbrecher de eerste commandant van het No. 120 (Netherlands East Indies) Squadron.
- 18 & 19 november 1943: De groepen Meeuwenoord en Lagerwerff vertrokken per schip naar Australië.
- 14 december 1943: De groep Rottier vertrokken per schip naar Australië.
- 28 december 1943: De groep Knoop. Knoop zou later Bevelhebber der Luchtstrijdkrachten worden.
- 28 december 1943: De groep Asjes bestaande uit 34 vliegers, 17 waarnemers, 17 telegrafisten, 16 luchtschutters en een onderofficier technische dienst via Camp Beale naar Australië met een Douglas C-47 en zestien B-25 Mitchell bommenwerpers t.b.v. het No. 18 (Netherlands East Indies) Squadron.

### 1944
- 8 februari 1944: De groep A.B. Wolff vertrok met eigen vliegtuigen via Camp Beale in Californië naar Australië. De groep bestond uit 38 vliegers, 16 waarnemers, 19 luchtschutters, 9 luchtvaart-radiotelegrafisten, 2 grondtelegrafisten 3 verbindings-officieren, 5 officieren en onderofficieren vlieger ingedeeld als telegrafist en een technisch officier. Tot de groep behoorden 23 officieren en onderofficieren van de MLD. De groep was in zijn geheel bestemd voor het NEI Pool Squadron te Canberra in Australië. Bij de overtocht tussen Camp Beale en Hawaï verongelukte de B-25 Mitchell N5-191. Hierbij kwamen de 1e luitenant-vlieger C.W. de Veer, Sergeant J. de Wal (MLD), waarnemer-navigator 1e luitenant S. van der Veen en luchtschutter-sergeant H.Th. Klopper om te leven. Alleen sergeant L.Ch. Huisman overleefde het ongeluk. A.B.(Bertie) Wolff was in maart 1942 op bijzondere wijze met zijn Glenn Martin M-585 vanuit Java naar Australië ontkomen. Net als Knoop zou Bertie Wolff later Bevelhebber der Luchtstrijdkrachten worden.
- 8 & 15 februari 1944: Vertrek van alle resterende Nederlanders uit Jackson in verband met de opheffing van de vliegschool.

## Opheffing, 15 februari 1944
De laatste groep Nederlands personeel vertrok op 15 februari 1944 naar Australië. Onder hen bevond zich ook de commandant van de school kolonel C. Giebel, die op 31 augustus 1943 het commando van generaal-majoor Van Oyen had overgenomen. De school werd uiteindelijk op 15 februari 1944 gesloten, nadat de laatste manschappen waren opgeleid en er niet voldoende leerlingen meer kwamen om de school open te houden.

## RNMFS - Monument

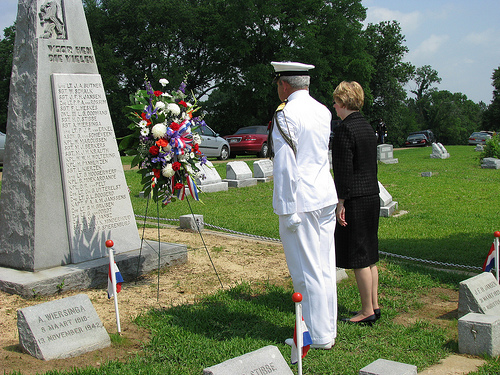
Jaarlijkse herdenking bij de Erebegraafplaats voor gesneuvelde Nederlandse Luchtmacht piloten in Jackson, MS, USA

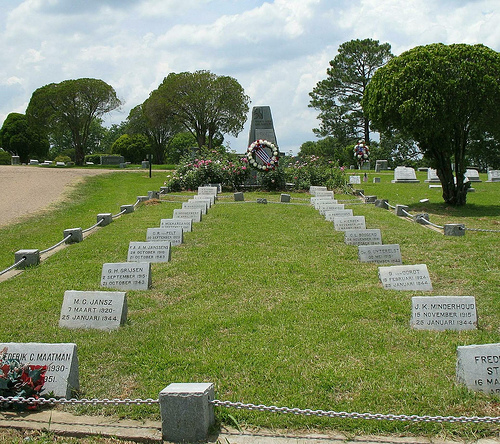
Nederlands Ereveld op het Cedar Lawn Cemetery, Jackson, MS

Het 'RNFS-monument' in Jackson (Mississippi) is een taps toelopende zuil van natuursteen met in reliëf de Nederlandse leeuw. Rondom de zuil liggen 27 Nederlandse vliegeniers begraven. Op elk graf is een uniforme steen geplaatst. Het erehof maakt deel uit van de Cedar Lawn Cemetery, gelegen aan de West Capitol Street in Jackson (Mississippi).

## Vliegers
Onderscheiden vliegers die hier opgeleid zijn, waren onder meer:
- W. Bartelings, oorlogsvlieger bij No. 120 (Netherlands East Indies) Squadron
- Folef d'Aulnis de Bourouill VK - (Marine Luchtvaartdienst)
- Faam Janssens KV - (Koninklijke Luchtmacht)
- J.M. Knoop, oorlogsvlieger bij No. 120 (Netherlands East Indies) Squadron en Bevelhebber der Luchtstrijdkrachten
- Kees Kooy - (Militaire Luchtvaart KNIL)
- Frits Jan Willem den Ouden MWO VK - (Militaire Luchtvaart KNIL)
- Bastiaan Sjerp 2× VK - (Marine Luchtvaartdienst)

## Instructeurs & kader
- Dirk Lucas Asjes was nauw betrokken bij de oprichting van de vliegschool.
- Faam Janssens
- Jan Lukkien
- Hans Anton Maurenbrecher
- Bodo Sandberg VK KV - (Koninklijke Luchtmacht)
- René Wittert van Hoogland was hoofdinstructeur op de vliegschool.
- Bertie Wolff, instructeur en latere Bevelhebber der Luchtstrijdkrachten.
- Adriaan Josef van der Heiden

## Afbeeldingen

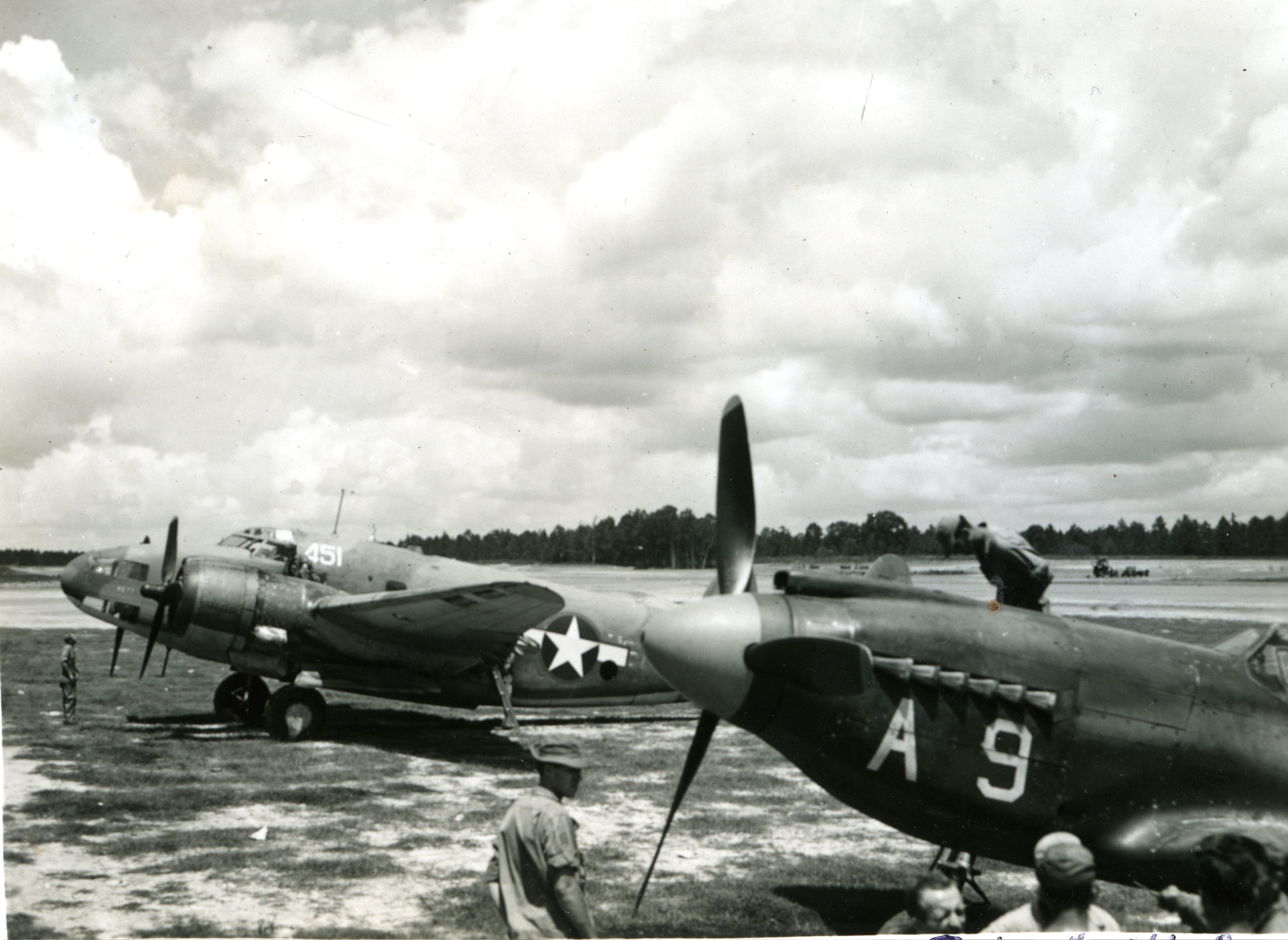
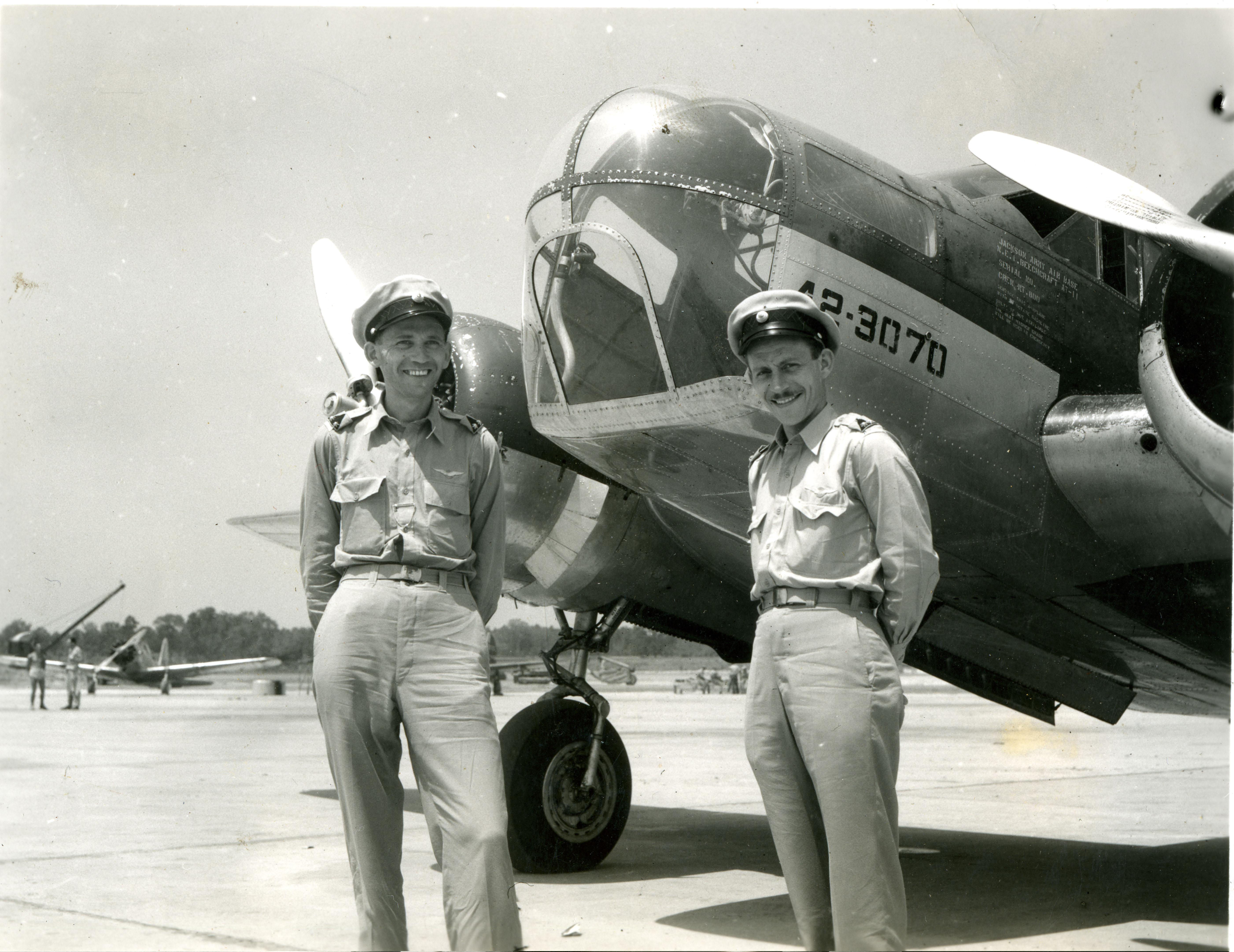